# Contessa Entellina
Contessa Entellina (albanès Kundisa, sicilià Cundissa) és un municipi italià, dins de la ciutat metropolitana de Palerm. L'any 2007 tenia 1.981 habitants. És un dels municipis on viu la comunitat arbëreshë. Limita amb els municipis de Bisacquino, Campofiorito, Corleone, Giuliana, Monreale, Poggioreale (TP), Roccamena, Salaparuta (TP), Sambuca di Sicilia (AG) i Santa Margherita di Belice (AG).

## Administració
| Període | Identitat                | Partit      |
| ------- | ------------------------ | ----------- |
| 2006-   | Sergio Gioachino Parrino | Centredreta |

## Personatges il·lustres
- Nikolla Keta